# Споменик Јовану Цвијићу
Простор Студентског парка, на коме је смештен споменик Јовану Цвијићу, се од средине XVIII века појављује као урбанистички формиран правоугаони простор који је служио као турско гробље. Године 1824. на делу овог већ запуштеног гробља отворена је „Велика пијаца“, која је постојала све до 1927. године.

## Формирање Студентског парка
Формирање Студентског парка у данашњем облику, је изведено 1927. године, по пројекту архитекте и урбанисте Ђорђа Коваљевског. Накнадно је 1929. године, око парка подигнута ограда по пројекту архитекте Милутина Борисављевића. Она је конципирана репрезентативно са две свечане капије и оградом украшеном декоративним вазама. Сам парк као и ограда су изведени у духу академизма са акцентованим централним подужним пролазом и ронделама. 
Посебну вредност парка представљају репрезентативни јавни споменици посвећени великанима српске науке и просветитељства, постављени у оквиру рондела на подужној централној линији парка. Постављање слободне скулптуре у оквир јавног простора је карактеристично за академски концепт решавања парковских површина.

## Споменик Јовану Цвијићу
Споменик Јосифу Панчићу је постављен 1897. године, рад вајара Ђорђа Јовановића. Споменик Доситеју Обрадовићу је постављен 1930. године, рад Рудолфа Валдеца. Споменик Јовану Цвијићу, истакнутом српском научнику, је подигнут 1994. године. Скулптура је дело академског скулптора Ота Лога, аутора бројних дела, од којих су 32 изведена као јавни споменици. На предлог Скупштине Универзитета у Београду упућеном Скупштини града Београда, 1989. године покренута је иницијатива за подизање споменика Јовану Цвијићу у Студентском парку. Споменик је откривен 9. новембра 1994. године, а на свечаности уприличеној том приликом, присутнима су се обратили градоначелник Београда Небојша Човић и Дејан Медаковић председник САНУ. Постамент споменика Јована Цвијића је изведен са оплатом од сивог мермера, у форми кубуса са једноставном профилацијом. На постаменту је постављена стојећа фигура научника у динамичном и реторичном ставу. Споменик је изведен у духу портретског реализма. 
Споменик Јовану Цвијићу у Студентском парку у Београду, поседује уметничку вредност као дело значајног аутора и културно-историјску вредност као сведочанство о истакнутим личностима из националне историје.